# Marília Regali
Marília da Silva Pares Regali (Mogi Mirim, 3 de janeiro de 1930 – São Paulo, 1 de junho de 2018) foi uma geóloga e palinóloga brasileira. Primeira pessoa formada em geologia e primeira mulher a ingressar na Petrobras, participou dos estudos dos primeiros poços perfurados na plataforma continental brasileira, desempenhando um papel importante no entendimento da evolução das bacias sedimentares nacionais.

## Biografia
Nascida em Mogi Mirim, em 1930, Marília aprendeu botânica com a mãe e estudos da Terra com o pai. Sua mãe era botânica autodidata, tendo aprendido tudo sozinha em uma época em que mulher tinha pouco acesso à educação. Seu pai trabalhava no Instituto de Agronomia e levava a família aos finais de semana em jornadas pelo interior do estado para ver as rochas, formações geológicas e montanhas.
Interessada em geologia, não existia na época um curso de formação de geólogos, existia apenas o curso de História Natural na Universidade de São Paulo, que tinha como componente curricular a geologia. O curso de geologia foi criado na universidade em 1957. Marília formou-se em História Natural, mas dentro do curso começou a se especializar em geologia. Com o surgimento do curso, em 1957, ela ingressou e cursou mais três.
O fato de ter dois diplomas a ajudou muito quando ingressou na Petrobras, pois seus conhecimentos de botânica foram essenciais em diversas áreas de estudo.

## Ingresso na Petrobras
Marília se formou em geologia em 1959 e ingressou na Petrobras em 1960. Estava terminando o curso e entrou para uma entrevista com técnicos da Petrobras, que a mandaram embora da sala por ser mulher. Mas um dos técnicos da Petrobras, conhecendo os professores e o nível de ensino da universidade, disse que precisava de um profissional recém-formado para integrar a equipe do centro de exploração mineral na Bahia e o coordenador pediu que Marília entrasse em contato com a equipe do Rio de Janeiro.
Um mês depois de formada, Marília foi para Salvador. Ao chegar lá, descobriu que deveria substituir um estrangeiro especialista em palinologia. Marília teve que aprender a nova área e acabou gostando da micropaleontologia e da palinologia. Nesta época ela estudou sobre a Bacia do Recôncavo, Bacia do Tucano, Bacia de Sergipe e de Alagoas. Algum tempo depois, a Petrobras começou a perfurar no sul da Bahia e na região do talude.
Em 1968, a Petrobras começou a perfurar o primeiro poço no Espírito Santo e a empresa precisava de especialistas para trabalhar na plataforma. Marília foi a escolhida para trabalhar com palinofósseis, estudando as amostras que eram recolhida dos postos e depois enviando os resultados para a sede no Rio de Janeiro. Marília foi fundamental para o estudo de amostras do Cenozoico distribuído pelos sedimentos da plataforma continental.
Em setembro de 1973, Marília defendeu seu doutorado, intitulado Palinologia dos sedimentos cenozoicos da Foz do Rio Amazonas, sob a orientação do Prof. Dr. Josué Camargo Mendes.

## Discriminação
Marília foi a primeira geóloga formada no Brasil e o primeira geólogo, entre homens e mulheres, a ingressar na Petrobras e foi a única mulher na empresa até 1975. Enfrentava preconceito e falta de instalações adequadas como banheiros, mas enfrentava as adversidades, aproveitando para aprender o que pudesse e que a tornasse indispensável.
| “ | Talvez, um homem não pegasse tanta coisa quanto eu peguei, porque os homens geralmente escolhem o que fazem e eu não, pegava tudo. Eu nunca disse não. Eu nunca disse não. Aprendi mais. | ” |

## Aposentadoria
Marília foi para a Universidade Federal do Rio de Janeiro (UFRJ) em 1990 e se aposentou da docência e do trabalho em plataformas em 1994, mas continuou como professora convidada na UFRJ, dando palestras e orientando alunos. Em 1980, o esporo fóssil Regalipollenites foi nomeado em sua homenagem.

## Morte
Marília morreu no dia 1 de junho de 2018 e foi sepultada na cidade de Santo Antônio da Posse, no estado de São Paulo.

## Gênero de palinofósseis descritos
- Alaticolpites 1974 com Uesugui & Santos
- Bahiaporites 1974 com Uesugui & Santos
- Complicatisaccus 1987
- Echitricolpites 1974 com Uesugui & Santos
- Mystheria 1986 com Sarjeant
- Psilaperiporites 1974 com Uesugi & Santos
- Scabraperiporites 1974 com Uesugui & Santos
- Sergipea 1974 com Uesugui & Santos
- Tricornites 1974 com Uesugui & Santos
- Tucanopollis 1989

## Espécies de palinofósseis descritos
- Alaticolpites limai 1974 com Uesugui & Santos
- Apectodinium caiobense 1974 com Uesugui & Santos
- Aquilapollenites magnus 1974 com Uesugui & Santos
- Areoligera espiritosantensis 1974 com Uesugui & Santos
- Bahiaporites reticularis 1974 com Uesugui & Santos
- Cicatricosisporites cristatus 1974 com Uesugui & Santos
- Cingulatisporites verrucatus 1974 com Uesugui & Santos
- Clavatricolpites daemoni 1974 com Uesugui & Santos
- Clavatriletes disparilis 1974 com Uesugui & Santos
- Cleitosphaeridium bahiaense 1974 com Uesugui & Santos
- Complicatisaccus cearensis 1987
- Cricotriporites almadaensis 1974 com Uesugui & Santos
- Crotonipollis microclavatus 1974 com Uesugui & Santos
- Echitricolpites communis 1974 com Uesugui & Santos
- Echitricolpites solaris 1974 com Uesugui & Santos
- Echitricolporites minutus 1974 com Uesugui & Santos
- Echitriletes muelleri 1974 com Uesugui & Santos
- Elateropollenites bicornis 1989
- Elateropollenites dissimilis 1989
- Elateropollenites praecursor 1989 com Viana
- Ephedripites pentacostatus 1974 com Uesugui & Santos
- Ephedripites subtilis 1974 with Uesugui & Santos
- Equisetosporites undulatus
- Fenestrites gemmatus 1974 com Uesugui & Santos
- Foveomonosulcites elegans
- Foveotriletes ornatus 1974 com Uesugui & Santos
- Fusiformisporites polyhedricus 1974 com Uesugui & Santos
- Gnetaceaepollenites concisus 1989
- Gnetaceaepollenites crassipolii 1974 com Uesugui & Santos
- Gnetaceaepollenites pentaplicatus 1989
- Gnetaceaepollenites undulatus 1974 com Uesugui & Santos
- Hystrichosphaeridium sergipensis 1974 com Uesugui & Santos
- Impletosphaeridium (Operculodinium) bahiaense 1974
- Inaperturopollenites crisopolensis 1974 com Uesugui & Santos
- Inaperturopollenites curvimuratus 1974 com Uesugui & Santos
- Inaperturopollenites simplex 1974 com Uesugui & Santos
- Mystheria oleopotrix 1986 com Sarjeant
- Nodosisporites baculatus 1974 com Uesugui & Santos
- Parvisaccites minimus 1987
- Pentaspis lammonsi 2000 com Pedrão & Barrilari
- Pentaspis simplex 2000 com Pedrão & Barrilari
- Psiladicolpites comptus 1989
- Psiladicolpites laevis 1989
- Psiladicolpites papillatus 1989
- Psilamonocolpites minutus
- Psilaperiporites minimus 1974 com Uesugui & Santos
- Psilaperiporites robustus 1974 com Uesugui & Santos
- Psilastephanocolporites fissilis 1974 com Uesugui & Santos
- Psilastephanocolporites variabilis 1974 com Uesugui & Santos
- Psilastephanocolporites tesseroporus 1974 com Uesugui & Santos
- Psilastephanoporites brasiliensis 1974 com Uesugui & Santos
- Psilastephanoporites stellatus 1974 com Uesugui & Santos
- Psilatricolporites divisus 1974 com Uesugui & Santos
- Psilatricolporites maculosus 1974 com Uesugui & Santos
- Psilatricolporites papilioniformis 1974 com Uesugui & Santos
- Regalipollenites amphoriformis 1974 com Uesugui & Santos
- Retistephanocolpites gracilis 1974 com Uesugui & Santos
- Retitricolpites amapaensis 1974 com Uesugui & Santos
- Retitricolporites amazonensis 1974 com Uesugui & Santos
- Retitricolporites belmontensis 1974 com Uesugui & Santos
- Retritricolporites mirabilis 1974 com Uesugui & Santos
- Retitricolporites perpusillus 1974 com Uesugui & Santos
- Retitricolporites quadrosis 1974 com Uesugui & Santos
- Retitriletes sommeri 1974 com Uesugui & Santos
- Rugubivesiculites bahiasulensis
- Scabraperiporites nativensis 1974 com Uesugui & Santos
- Sergipea crassiverrucata 1987
- Sergipea naviformis 1974 com Uesugui & Santos
- Sergipea simplex 1987
- Sergipea tenuiverrucata 1987
- Sergipea variverrucata 1987
- Spiniferites aracajuensis 1974 com Uesugui & Santos
- Spiniferites maranhensis 1974 com Uesugui & Santos
- Steevesipollenites alatiformis 1974 com Uesugui & Santos
- Steevesipollenites duplibaculum 1974 com Uesugui & Santos
- Steevesipollenites giganteus 1974 com Uesugui & Santos
- Striatricolpites reticulatus 1974 com Uesugui & Santos
- Surculosphaeridium alagoense 1974 com Uesugi & Santos
- Syncolporites triangularis 1974 com Uesugui & Santos
- Thalassiphora salvadorense 1974 com Uesugui & Santos
- Tricornites elongatus 1974 com Uesugui & Santos
- Trisectoris regulatus 1974 com Uesugui & Santos
- Tuberculodinium paraense 1974 com Uesugui & Santos
- Tucanopollis crisopolensis 1974 com Uesugui & Santos
- Verrutriporites asymmetricus 1974 com Uesugui & Santos
- Vitreisporites microrugulatus 1987
- Vitreisporites pustulosus 1987

## Homenagem
- Regalipollenites Lima 1980